# ویکتور راماهاترا
ویکتور راماهاترا (انگلیسی: Victor Ramahatra؛ زادهٔ ۶ سپتامبر ۱۹۴۵) سیاست‌مدار اهل ماداگاسکار است. وی از ۱۲ فوریه ۱۹۸۸ تا ۸ اوت ۱۹۹۱ نخست‌وزیر این کشور بود.